# Provinz (Hessen-Darmstadt)
Die Provinz war in der Landgrafschaft Hessen-Darmstadt, dann im Großherzogtum Hessen und nachfolgend im Volksstaat Hessen ein Verwaltungsbezirk der mittleren Ebene.

## Entstehung
Durch die Gebietsgewinne im Zuge der Säkularisation von 1803 gewann die Landgrafschaft umfangreiche Gebiete, die es in den Staat zu integrieren galt, die ursprüngliche Einwohnerzahl von 210.000 hatte sich dadurch nahezu verdoppelt. Dies konnte nur durch eine neue Organisation der Verwaltung geschehen, die mit zwei Organisationsedikten vom 12. Oktober 1803 vorgenommen wurde und eine einheitliche Verwaltung auf oberster und mittlerer Ebene für das ganze Land einführte.
Auf mittlerer Ebene entstanden dabei drei Provinzen: das Herzogtum Westfalen, das Fürstentum Oberhessen und das Fürstentum Starkenburg, die je vier kollegial organisierte Staatsbehörden erhielten:
- Regierungskollegium (Inneres)
- Justiz
- Finanzen
- Kirche und Schulen

Der Zuschnitt der Provinzen richtete sich weitgehend nach der geografischen Lage der einzelnen Gebietsteile:
- Westfalen umfasste die ehemals kurkölnischen Gebiete im Nordwesten des Landes mit der Hauptstadt Arnsberg,
- Oberhessen gruppierte sich um die alt-hessischen Gebiete nördlich des Mains mit der Hauptstadt Gießen und
- Starkenburg, dessen Kern die ehemalige Obergrafschaft Katzenelnbogen bildete, südlich des Mains, mit der Hauptstadt Darmstadt, die gleichzeitig Residenz- und Hauptstadt des gesamten Landes war.

Unterhalb der Ebene der Provinzen folgten (in der Reihenfolge der historischen Entwicklung): Ämter (bis 1821/22), Landratsbezirke (bis 1832/1848) und Kreise. Darunter folgten die Gemeinden.

## Entwicklung
1816 kam es in Folge des Wiener Kongresses zu einem Gebietstausch. Das inzwischen zum Großherzogtum avancierte Hessen musste Westfalen an Preußen abtreten und erhielt dafür ein Gebiet am linken Ufer des Rheins, das es als Provinz Rheinhessen mit der Hauptstadt Mainz konstituierte. Auch der Zuschnitt dieser neuen Provinz richtete sich weitgehend nach der geografischen Lage, getrennt von Starkenburg durch den Rhein. Es dauerte bis 1862, bevor die erste feste Querung zwischen dem links- und dem rechtsrheinischen Teil des Großherzogtums in Betrieb ging: die (heutige) Südbrücke Mainz.
In den Jahren zwischen 1821 und 1874 kam es zu einer Reihe von Gebiets- und Verwaltungsreformen im Großherzogtum Hessen. Für eine solch relativ kleine Einheit, wie das Großherzogtum Hessen, erwiesen sich zwei mittlere Ebenen zwischen den Gemeinden und der Staatsregierung als zu aufwändig. Das hatte zur Folge, dass die mittlere Ebene mit der Verwaltungsreform von 1832 auf eine reduziert, diese aber nach fachlichen Gesichtspunkten geteilt wurde: Der überwiegende Teil der bis dahin von den Provinzen wahrgenommenen Aufgaben wurde an die Kreise oder die Staatsregierung abgegeben. Ein geringerer Teil der Aufgaben, die weder zentral noch auf Gemeindeebene sinnvoll wahrgenommen werden konnten, verblieben bei den Provinzen. Das waren vor allem übergeordnete Polizeiaufgaben, die Rekrutierung und die Aufsicht über das Stiftungswesen und Kirche. Die Provinzen hatten nach diesem Aufgabenschwund keine eigenständige Verwaltung mehr, vielmehr nahm der jeweils für die Provinzhauptstadt zuständige Kreisrat die Funktion eines „Provinzialkommisärs“ „nebenamtlich“ wahr. 1860 erhielten diese Verwaltungseinheiten die Bezeichnung „Provinzial-Direction“, der Chef der Verwaltung war nun „Provinzialdirektor“.
Bei der durch die Revolution von 1848 im Großherzogtum Hessen ausgelösten Verwaltungsreform von 1848 wurden die Provinzen auf- und von Regierungsbezirken abgelöst.
In der anschließenden Reaktionsära wurde das in zwei Schritten wieder rückgängig gemacht: 1852 wurde prinzipiell die Kreiseinteilung aus der Zeit vor der Revolution wiederhergestellt. Der zweite Schritt folgte zum 1. Januar 1861, als auch die Provinzen wieder eingerichtet wurden.
Mit der Reform der Verwaltung der Kreise und Provinzen 1874 wurde auch auf Ebene der Provinzen eine Vertretung der Wähler eingeführt, der Provinzialtag. Diese Rechtsgrundlage wurde 1911 noch einmal modernisiert.

## Ende
Im Zuge der Gleichschaltung wurde die Hessische Regierung 1934 zunächst durch einen Reichsstatthalter ersetzt, dann 1937 die Provinzen aufgehoben.